# Le Bernard
Le Bernard è un comune francese di 1 001 abitanti situato nel dipartimento della Vandea nella regione dei Paesi della Loira.

## Società

### Evoluzione demografica
Abitanti censiti